# Алупка
Алупка (на украински: Алупка, на кримскотатарски: Alupka, на руски: Алупка) е град в Автономна република Крим, Украйна. Населението на града към 1 януари 2012 година е 8497 души.

## География
Алупка е приморски климатичен курорт, разположен на южния склон на Кримските планини.